# Yayo González
Pelayo González Rey (Oviedo, 30 de julio de 2004) es un futbolista español que juega como centrocampista en la Cultural y Deportiva Leonesa de la Segunda División de España.

## Trayectoria
Nacido en San Claudio, se une al fútbol base del Real Oviedo a los ocho años de edad y debutó con el filial el 5 de septiembre de 2021 al partir como titular en la primera jornada de la Tercera Federación en una victoria por 5-0 frente al C. D. Roces.
Logró debutar con el primer equipo el 1 de diciembre de 2021 al partir como titular en una derrota por 2-1 frente al C. D. Andrach en la Copa del Rey, partido donde proporcionó una asistencia de gol para su compañero Erik Jirka. El 23 de febrero de 2023 renovó su contrato con el club hasta 2026. Debutó profesionalmente el siguiente 7 de mayo al entrar como suplente en los minutos finales de una victoria por 2-1 frente al Real Zaragoza en la Segunda División.
El 25 de julio de 2024 se anunció su cesión al C. D. Lugo para que compitiera en la Primera Federación hasta final de temporada. La siguiente dejó definitivamente el conjunto ovetense después de ser traspasado a la Cultural y Deportiva Leonesa.

## Clubes
Actualizado al último partido disputado el 5 de enero de 2025.
| Club                         | País   | Año       | Partidos | Goles |
| ---------------------------- | ------ | --------- | -------- | ----- |
| Real Oviedo Vetusta          | España | 2021-2024 | 92       | 1     |
| Real Oviedo                  | España | 2021-2025 | 7        | 0     |
| C. D. Lugo (cesión)          | España | 2024-2025 | 37       | 0     |
| Cultural y Deportiva Leonesa | España | 2025-act. |          |       |